# Colobostema pallidicornis
Colobostema pallidicornis är en tvåvingeart som först beskrevs av de Meijere 1913.  Colobostema pallidicornis ingår i släktet Colobostema och familjen dyngmyggor. Inga underarter finns listade i Catalogue of Life.